# Heather O'Rourke
Heather Michele O'Rourke (San Diego, 27 de dezembro de 1975 — San Diego, 1 de fevereiro de 1988) foi uma atriz mirim americana, conhecida pelo papel de Carol Anne Freeling na trilogia dos filmes "Poltergeist".

## Biografia
Filha de Kathleen O'Rourke e Michael O'Rourke, Heather O'Rourke começou sua carreira aos 5 anos de idade. Fez participações em diversas séries de tv incluindo "Happy Days", e também em diversos comerciais do McDonald's, mas ficou conhecida mundialmente pelo filme "Poltergeist - O Fenômeno" onde atuou nas três sequências do filme. Heather também tinha uma irmã mais velha, Tammy O'Rourke, que também era atriz.

## Morte
Heather O'Rourke morreu no Hospital Infantil de San Diego pouco antes do lançamento do terceiro filme da série Poltergeist, em 1 de fevereiro de 1988, aos doze anos.

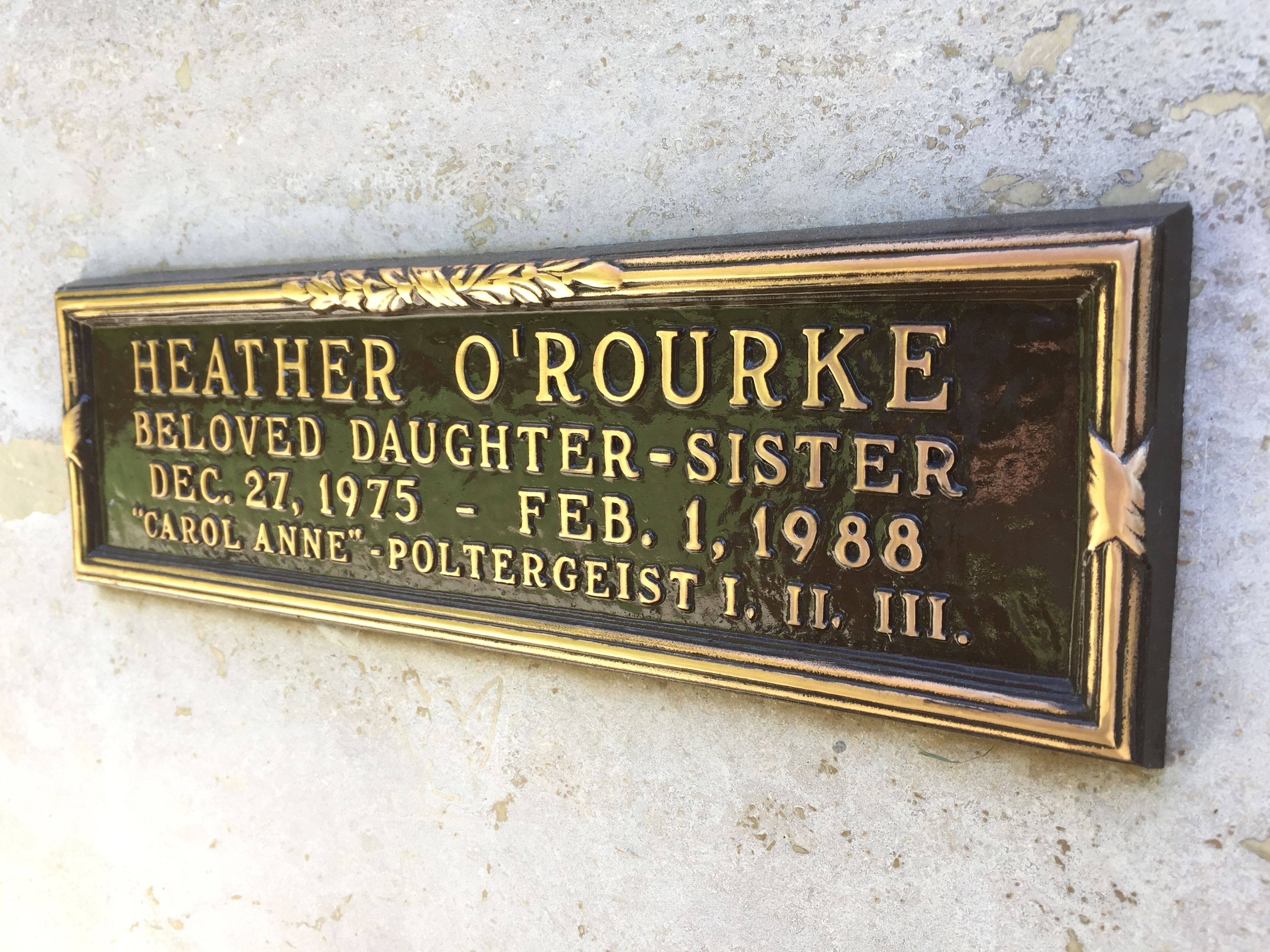
Inscrição em sua sepultura

Heather já sofria de problemas de saúde quando estava filmando "Poltergeist III - O Capítulo Final", que foi o último filme da série. Ela adoeceu de forma trágica alguns dias antes de morrer. Numa manhã ela estava se arrumando para ir ao hospital, mas caiu inconsciente. Seu padrasto então chamou os médicos e Heather foi levada para o hospital em estado grave. Ela morreu na mesa de operações às 14h43m. Os médicos não conseguiram identificar o motivo da doença a tempo de salvar a jovem garota. Somente depois de Heather estar falecida foi descoberto que a doença se tratava de um bloqueio intestinal. Uma cirurgia teria resolvido o problema e salvado a vida da promissora atriz.
A confusão fatal se deu por causa de um erro médico anterior. No início de 1987 Heather havia sido diagnosticada equivocadamente como sendo vítima da Doença de Crohn e esteve, assim, recebendo tratamento por cerca de um ano para controlar uma doença crônica e incurável que, na realidade, ela nunca teve. A autópsia viria a revelar que a causa da obstrução que lhe tirou a vida era uma estenose congênita, algo que seria extremamente mais simples de se tratar e curar se comparado à Doença de Crohn, que costuma perdurar por toda a vida do paciente. A cirurgia de emergência, que buscava amenizar as consequências de uma doença que nunca existiu em Heather, foi feita sob o impacto da obstrução intestinal, o que acabou por provocar-lhe um Choque séptico fatal.
Foi sepultada no Westwood Village Memorial Park Cemetery.

## Filmografia

### Filmes
| Ano  | Título                         | Personagem          | Notas                               | Ref.  |
| ---- | ------------------------------ | ------------------- | ----------------------------------- | ----- |
| 1982 | Poltergeist                    | Carol Anne Freeling |                                     | [ 2 ] |
| 1982 | Massarati and the Brain        | Skye Henry          | Filme para Televisão                | [ 2 ] |
| 1985 | Surviving: A Family in Crisis  | Sarah Brogan        | Filme para Televisão                | [ 2 ] |
| 1986 | Poltergeist II: The Other Side | Carol Anne Freeling |                                     | [ 2 ] |
| 1986 | Around the Bend                | The Daughter        | Filme para Televisão                | [ 3 ] |
| 1988 | Poltergeist III                | Carol Anne Freeling | Posthumous release; Final film role | [ 2 ] |

### Televisão
| Ano       | Título                     | Personagem           | Notas                                                  | Ref.  |
| --------- | -------------------------- | -------------------- | ------------------------------------------------------ | ----- |
| 1981      | Fantasy Island             | Liza Blake (idade 5) | Episódio: "Elizabeth's Baby / The Artist and the Lady" | [ 4 ] |
| 1982–1983 | Happy Days                 | Heather Pfister      | Papel recorrente, 12 episódios                         | [ 5 ] |
| 1983      | CHiPs                      | Lindsey              | Episódio: "Fun House"                                  | [ 6 ] |
| 1983      | Matt Houston               | Sunny Kimball        | Episódio: "The Woman in White"                         | [ 6 ] |
| 1983      | Webster                    | Melanie              | 3 episódios                                            | [ 6 ] |
| 1984      | Finder of Lost Loves       | Jillian Marsh        | Episódio: "Yesterday's Child"                          | [ 6 ] |
| 1986–1987 | The New Leave It to Beaver | Heather              | Episódio: "Material Girl", "Bad Poetry"                | [ 6 ] |
| 1987      | Our House                  | Dana                 | Episódio: "A Point of View"                            | [ 5 ] |
| 1987      | Rocky Road                 | Russian Girl         | Episódio: "Moscow on the Boardwalk"                    | [ 6 ] |

## Prêmios e indicações
| Ano  | Prêmio               | Categoria                                                                                   | Trabalhos                      | Resultado |
| ---- | -------------------- | ------------------------------------------------------------------------------------------- | ------------------------------ | --------- |
| 1983 | Prêmio Jovem Artista | Melhor jovem atriz em série de comédia                                                      | Happy Days                     | Indicada  |
| 1983 | Prêmio Jovem Artista | Melhor jovem atriz coadjuvante em um filme                                                  | Poltergeist                    | Indicada  |
| 1984 | Prêmio Jovem Artista | Melhor Jovem Atriz, Convidada em Série de Televisão                                         | Webster                        | Indicada  |
| 1985 | Prêmio Jovem Artista | Melhor Jovem Atriz, Convidada em Série de Televisão                                         | Webster                        | Ganhou    |
| 1986 | Prêmio Jovem Artista | Desempenho excepcional de uma jovem atriz em um especial de televisão ou minissérie         | Surviving                      | Indicada  |
| 1987 | Prêmio Jovem Artista | Desempenho excepcional de uma jovem atriz estrelada em um longa-metragem - comédia ou drama | Poltergeist II: The Other Side | Indicada  |